# Tabanac
Tabanac là một xã trong tỉnh Gironde, thuộc vùng Nouvelle-Aquitaine của nước Pháp, có dân số là 973 người (thời điểm 1999). Xã nằm trong vùng đô thị của thành phố Bordeaux. Tabanac là một nơi trồng nho thuộc vùng Premières Côtes de Bordeaux và Cadillac.

## Nhân khẩu học
| 1962 | 1968 | 1975 | 1982 | 1990 | 1999 |
| ---- | ---- | ---- | ---- | ---- | ---- |
| 536  | 608  | 678  | 811  | 889  | 973  |